# Gonzalo Díaz de Pineda

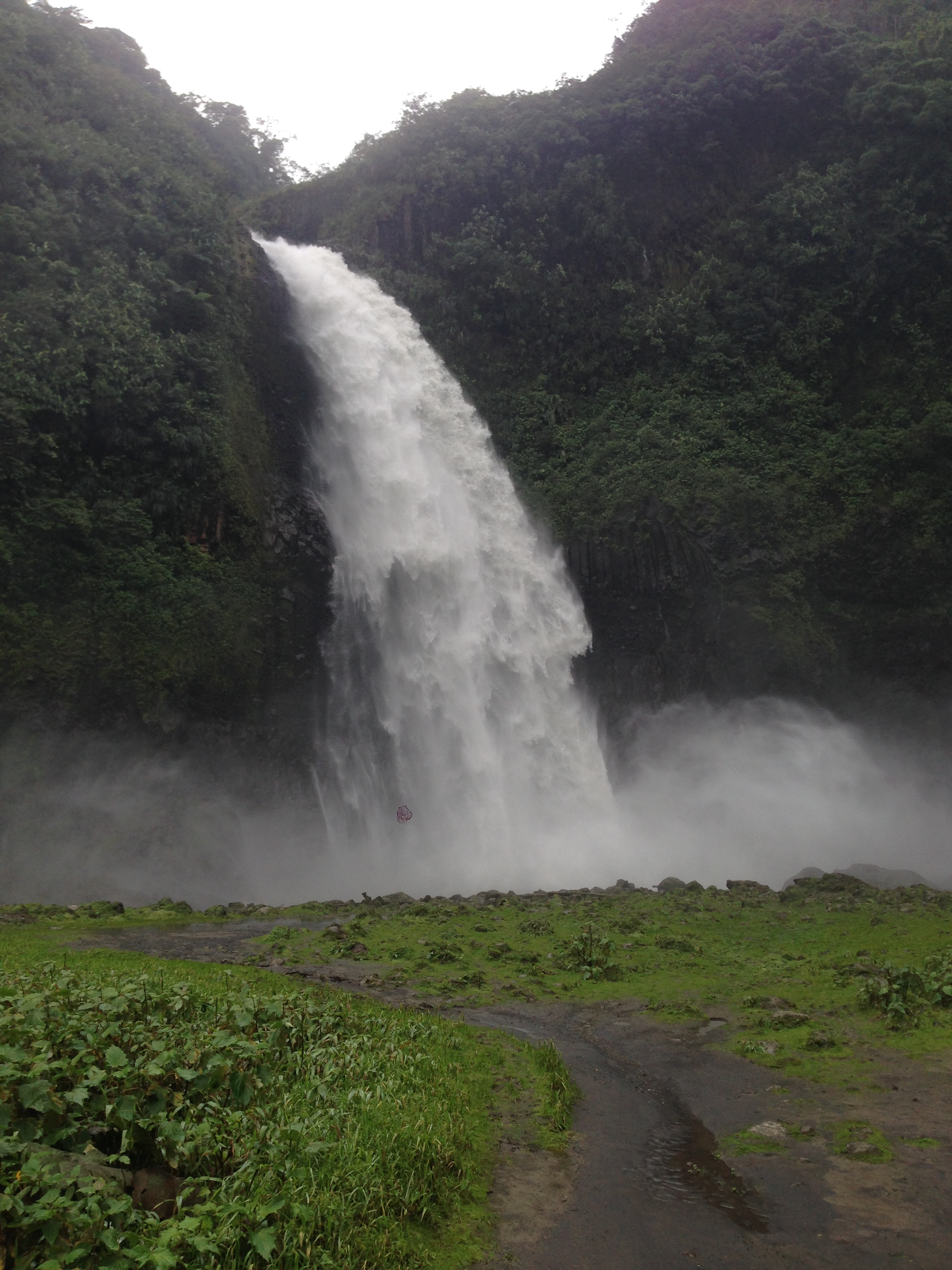
Wasserfall „Cascada de San Rafael“

Gonzalo Díaz de Pineda ist eine Ortschaft und eine Parroquia rural im Kanton El Chaco der ecuadorianischen Provinz Napo. Die Parroquia ist 1935,79 km² groß. Dies entspricht mehr als 55 Prozent der Kantonsfläche. Die Einwohnerzahl lag im Jahr 2010 bei 535. Zusätzlich lebten während der Fertigstellung eines Wasserkraftwerkes weitere 3000 Menschen zeitweise in dem Gebiet. Neben dem Hauptort (Cabecera parroquial) gibt es folgende weitere Sektoren in der Parroquia: San Luis, San Carlos, Salado Huataringo, Moradillas, Nueva Esperanza, Río Negro, Río Blanco, Embalse Compensador, Alto Coca, Río Loco und Pato Rumi.

## Lage
Die Parroquia Gonzalo Díaz de Pineda liegt an der Ostflanke der Cordillera Real. Die 1460 m hoch gelegene Ortschaft Gonzalo Díaz de Pineda, früher als El Bombón bekannt, befindet sich am rechten Flussufer des nach Nordosten fließenden Río Coca (Río Quijos) 8 km nordöstlich vom Kantonshauptort El Chaco. Die Fernstraße E45 (Tena–Nueva Loja) führt entlang dem linken Flussufer des Río Quijos. Die Parroquia hat eine Längsausdehnung in Ost-West-Richtung von etwa 55 km sowie in Nord-Süd-Richtung von 54 km. Der Río Quijos begrenzt das Areal im Westen, durchquert den Norden und verläuft anschließend entlang der nordöstlichen Grenze. Im Nordwesten des Gebietes erhebt sich der 3562 m hohe Vulkan Reventador. Im Südwesten befinden sich der 3482 m hohe Vulkan Pan de Azúcar sowie der Cerro Guagraurcu. Der Río Payamino entwässert den Osten der Parroquia nach Südosten.
Die Parroquia Gonzalo Díaz de Pineda grenzt im westlichen Süden an die Parroquia Linares, im Westen an die Parroquias El Chaco und Santa Rosa, im Norden an die Parroquias El Reventador und Gonzalo Pizarro (beide im Kanton Gonzalo Pizarro, Provinz Sucumbíos), im Osten an die Parroquias San José de Guayusa, Nuevo Paraíso und San Luis de Armenia (alle drei im Kanton Francisco de Orellana, Provinz Orellana) sowie im Südosten und im östlichen Süden an die Parroquia San José de Payamino (Kanton Loreto, Provinz Orellana).

## Wirtschaft
Am Río Coca (Río Quijos) befindet sich das Wasserkraftwerk Coca Codo Sinclair.

## Ökologie
Der Nordwesten der Parroquia liegt innerhalb des Nationalparks Cayambe Coca, der Südosten innerhalb des Nationalparks Sumaco Napo-Galeras. 28 km nordöstlich vom Verwaltungszentrum der Parroquia befindet sich am Río Coca der Wasserfall „Cascada de San Rafael“.

## Geschichte
Die Parroquia wurde am 30. April 1969 unter der Bezeichnung „Díaz de Pineda“ gegründet. Am 26. Mai 1988 wurde der Name der Parroquia zu „Gonzalo Díaz de Pineda“ umgeändert. Namensgeber der Parroquia war Gonzalo Díaz de Pineda (oder Díaz de Pineda), ein aus Asturien stammender Konquistador, der gemeinsam mit Gonzalo Pizarro das Gebiet erkundete und später im Jahr 1534 die Gründungsurkunden von Santiago de Quito (Riobamba) und San Francisco de Quito (Quito) verfasste. Im Jahr 1987 ereignete sich ein Erdbeben in der Region, bei welchen die Sektoren San Carlos und San Luis am stärksten betroffen waren.